# Отеро, Хорхе
Хо́рхе Оте́ро Бо́усас (исп. Jorge Otero Bouzas; род. 28 января 1969, Нигран) — испанский футболист, выступал на позиции защитника. Имеет на своём счету 9 матчей в составе национальной сборной.

## Карьера

### Клубная
Отеро начинал в молодёжной академии «Сельты». В 18-летнем возрасте он был приглашён в основную команду и с ходу занял место в её основе. За галисийцев Хорхе выступал на протяжении 7 сезонов (2 из которых в Сегунде).
После «Сельты» Отеро достаточно хорошо играл в «Валенсии», в составе который выиграл серебряные медали чемпионата Испании.
Далее Хорхе без особых успехов играл за «Реал Бетис», «Атлетико Мадрид» и «Эльче», чередуя выступления в Примере и Сегунде. В 2005 году защитник завершил карьеру.

### Международная
Отеро провёл 2 матча за молодёжную сборную Испании. 8 сентября 1993 года он дебютировал во взрослой сборной в товарищеском матче с командой Чили (2:0).
На счету Отеро 9 матчей в составе сборной. Вместе с ней Хорхе выступал на чемпионате мира 1994 года и чемпионате Европы 1996 года, где провёл 2 и 1 игру соответственно.